# Tereza Krakovičová
Tereza Krakovičová (* 10. července 1987 Ústí nad Labem), rozená Pecková, je bývalá česká basketbalová reprezentantka hrající na pozici křídla či pivota. Měří 190 cm. V červenci 2018 se provdala za basketbalistu Jakuba Krakoviče, v dubnu 2020 se manželům narodil syn Vojta, v květnu 2022 pak dcera Anna.

## Sportovní kariéra
S basketbalem začínala v rodném Ústí nad Labem v klubu BK Skřivánek. Talent pro basketbal v ní objevila ústecká trenérka Dana Vymyslická. Později Pecková hrála za Spartu Praha, nejprve pod vedením trenéra mládeže Petra Pajkrta, který si ji vybral ze Skřivánku do družstva mladšího dorostu Sparty. Zanedlouho již hrála, ač věkem ještě dorostenka, v družstvu žen Sparty pod Antonínem Fejkem, který se neobával ji postavit poprvé do utkání Ženské basketbalové ligy (ŽBL). K tomu došlo v zápase Sparty proti USK, hraném v hale na Folimance. Pecková v tomto zápase vstřelila své první body v ŽBL a pak nastupovala v družstvu žen Sparty pravidelně, již pod trenérským vedením Petra Fejka. V letech 2005–2011 hrála v týmu ZVVZ USK Praha (trenéři Blažek a Beneš), kde v sezónách 2008/2009 a 2010/2011 získala titul mistryně republiky. Před sezónou 2011/2012 přestoupila do klubu BK Frisco Brno, vedeného trenéry Bobrovským, Veverkou a Havlíkem. S "Žabinami" byla třikrát druhá v Ženské basketbalové lize a v sezóně 2012/2013 získala Český pohár, když Brňanky nečekaně porazily ve finále hraném v Mladé Boleslavi vysoce favorizovaný tým ZVVZ USK Praha. Od října 2014 hrála v polském euroligovém klubu Energa Katarzynki Toruň pod vedením bosenského trenéra Elmedina Omaniće. Pro malou herní vytíženost bylo po dohodě s klubem její polské angažmá ke konci ledna 2015 ukončeno. V únoru 2015 přestoupila do klubu Valosun KP Brno, se kterým obsadila v ŽBL v sezóně 2014/2015 páté místo (trenér Marian Svoboda). V sezóně 2015/2016 hrála pod vedením trenéra Kevina Brohana za klub COB Calais v nejvyšší francouzské ženské basketbalové soutěži. Po skončení sezóny 2015/2016 se vrátila do klubu KP Brno, za který odehrála celou sezónu 2016/2017, opět pod trenérským vedením Mariana Svobody. Klub se v sezóně 2016/2017 umístil v ŽBL na 3. místě, v Českém poháru obsadil 2. místo a získal Středoevropský pohár CEWL. V sezóně 2016/2017 zaznamenala druhý nejvyšší počet dosažených bodů a byla tak nejúspěšnější českou střelkyní v ročníku ŽBL 2016/2017. V srpnu 2017, v anketě českých trenérů a novinářů "Basketbalistka roku", hodnotící hráčky za sezónu 2016/2017, obsadila 2. místo. V sezóně 2017/2018 hrála v maďarském klubu Aluinvent DVTK Miskolc pod trenérským vedením Štefana Svitka. Ve sportovní sezóně 2018/2019 hájila barvy klubu DSK Basketball Nymburk pod vedením trenéra Daniela Kurucze.
V českých reprezentačních výběrech se objevila již v roce 2003 (mistrovství Evropy kadetů), 2005 (mistrovství Evropy do 18 let, 4. místo, Pecková byla vybrána do all stars celého turnaje), 2006 a 2007 (oba roky mistrovství světa do 20 let). Jejím prvním velkým seniorským turnajem bylo mistrovství Evropy v roce 2009 v Lotyšsku, kde byla vyhodnocena nejlepší trojkařkou ME. Největším stávajícím úspěchem této hráčky je nominace na mistrovství světa 2010 konané v Brně, Ostravě a v Karlových Varech, kde český tým získal stříbrné medaile. Již v přípravném přátelském zápase proti USA byla autorkou 22 bodů. Podobný výkon se jí podařil zopakovat i ve finále MS, kdy nastřílela Američankám 11 bodů a v tomto zápase byla třetí nejlepší českou střelkyní. V letech 2007 (Bangkok), 2009 (Bělehrad) a 2013 (Šen-čen) se Pecková zúčastnila pod vedením trenéra Beneše světových univerziád. Reprezentovala ČR na Letních olympijských hrách 2012 v Londýně, kde se Češky umístily na sedmé příčce. V srpnu 2014 se umístila na základě svých výkonů v ŽBL, v Eurolize i v reprezentaci ČR v předcházející sezóně za křídelnicí Evou Vítečkovou a pivotkou Alenou Hanušovou na třetím místě v anketě Basketbalistka roku. Na světovém šampionátu 2014 v Turecku byla členkou české reprezentace, která zde obsadila deváté místo; sama však odehrála ve čtyřech zápasech dohromady pouze šest minut. Reprezentovala ČR i na ME 2015, které pořádalo Maďarsko společně s Rumunskem, kde se české družstvo umístilo na 11. místě z dvaceti účastníků. Na ME 2017, hraném v Hradci Králové a v Praze, kde se české družstvo umístilo na 13. místě ze šestnácti účastníků, nebyla nominována.
V létě 2017 se s dalšími basketbalisty zúčastnila v Ekvádoru charitativní akce, organizované francouzskou asociací Le Ballon du Bonheur (Míč štěstí), propagující basketbal na místních školách.
V září 2017 byla trenéry Svitkem a Benešem opět vybrána do reprezentačního družstva žen České republiky pro utkání kvalifikace o Mistrovství Evropy 2019. Po ME 2019, konaném v Rize a v Bělehradu, kdy se českému družstvu těsně o skóre nepodařilo postoupit z rižské skupiny do finálových bojů v Bělehradě, oznámila, že z rodinných důvodů končí hráčskou kariéru.

## Kariéra
- do roku 2003 BK Skřivánek Ústí nad Labem
- 2003–2005 BLC Sparta Praha
- 2005–2011 ZVVZ USK Praha
- 2011 – květen 2014 Žabiny Brno
- říjen 2014 – leden 2015 Energa Katarzynki Toruň (Polsko)
- únor 2015 – duben 2015 KP Brno
- květen 2015 – duben 2016 Cote d'Opale Basket Calais (Francie)
- září 2016 – duben 2017 KP Brno
- září 2017 – duben 2018 Aluinvent DVTK Miskolc (Maďarsko)
- září 2018 – duben 2019 DSK Basketball Nymburk